# Tomás de Figueroa
Tomás de Figueroa y Caravaca (Estepona (Málaga), 1747- Santiago de Chile, 1811) fue un militar español que fue ejecutado por el gobierno de Chile por dirigir una rebelión contra la Primera Junta de Gobierno de Chile y restablecer el orden colonial en el llamado Motín de Figueroa.

## Biografía

### Su vida en España
Nació el año 1747 en la localidad española de Estepona. Sus padres fueron Gonzalo de Figueroa y María Caravaca y Ollán. Tras cursar sus primeros estudios, se incorporó al ejército, llegando a ser miembro de la Guardia de Corps del Rey Carlos III en 1765, cuando contaba con 18 años de edad.
En España, tras haber matado a un rival amoroso en un duelo, fue condenado a muerte, pero obtuvo la conmutación de la pena a cambio de irse desterrado a la localidad chilena de Valdivia. Además fue degradado y en 1775 llegó al fuerte valdiviano siendo un simple soldado raso.

### Trayectoria personal y militar en Chile
En 1778 llegó a Chile tras un suceso personal azaroso, fue encarcelado bajo pena capital tras matar en un duelo a un sujeto que le acusó de ladrón, aunque en realidad fue sorprendido en relaciones con una señorita con la cual se encontraba en aquel momento. Sin embargo, por Real decreto 8 de febrero de 1774 se conmutó la pena de muerte por el destierro a las dotaciones de América. 
Embarcó en Cádiz en uno de los navíos que mandaba el Capitán de navío Martín de Lastarría y que transportaban al Regimiento de Infantería de Galicia con destino a Buenos Aires, desde donde se le destinó al Batallón de Valdivia, en Chile. En 1790, como capitán del batallón Valdivia, participó en todas las actividades militares correspondientes a la conservación del sistema de fuertes y las relacionadas con la población indígena de la zona. 
El 20 de septiembre de 1792 estalló el alzamiento Huilliche de Río Bueno, en la cual combatió contra los Huilliches; y estuvo presente en la expedición que descubrió las ruinas de la antigua ciudad de Osorno. 
Hacia 1800 fue ascendido a coronel y luego fue trasladado a la comandancia del batallón fijo de Concepción.
Condujo la captura de la fragata mercante "Thomas" en 1805. Se trata de un buque británico ballenero construido en 1798 al mando del capitán John Moody y capturado en febrero de 1805 por  Tomás de Figueroa frente a las costas de Talcahuano por hacer comercio ilegal de contrabando. Posteriormente fue subastada a un particular y la fragata se dedicó al transporte de pertrechos del virrey Abascal desde El Callao. El buque fue capturado en 1813 por los insurgentes chilenos.

### El motín
El Motín de Figueroa se produjo el día 1 de abril de 1811, fecha en la cual se desarrollarían las elecciones de diputados por Santiago para la conformación del Primer Congreso Nacional. Ese día, las tropas del cuartel de San Pablo se insubordinaron e ignoraron el mando de Juan de Dios Vial y Juan Miguel Benavente. A los gritos de "¡Viva el Rey!, ¡Muera la Junta!", los soldados declararon que solo obedecerían las órdenes de Figueroa, para así restablecer el antiguo régimen y reinstalar al otrora Gobernador García Carrasco.
Se desconocen a ciencia cierta las razones del por qué la tropa hubiese tomado contacto con Figueroa, pero el caso es que como él no se encontraba junto a los rebelados desde el comienzo, al conocer lo ocurrido partió de inmediato a ponerse en contacto con ellos. Encabezó su grupo hacia la plazuela del consulado, creyendo encontrar a los miembros de la Junta y del cabildo, pero la encontró desierta. Desconcertados, se dirigieron a la plaza principal, ingresando Figueroa a la sala de la Real Audiencia. Este tribunal le respondió que no se hallaba en disposición de impartirle órdenes sin consultar a la Junta y que por ello esperase el resultado de las gestiones y la respuesta, conteniéndose él y sus tropas para evitar derramamiento de sangre.
Los miembros de la junta todavía seguían en sus hogares cuando escucharon los rumores de la insurrección. Inmediatamente, se reunieron en la casa de Fernando Márquez de la Plata los vocales Rozas, Carrera y Rosales, que tenían la dirección de la Junta tras la muerte Mateo de Toro y Zambrano. Ordenaron que el comandante Vial se dirigiera al lugar donde se encontraban los amotinados con el batallón de granaderos y dos piezas de artillería. Las órdenes y contraórdenes que se entregaban generaban una gran confusión, considerándose generalmente que fue la energía y dirección impuesta por Rozas lo que salvo la situación. El comandante Vial logró formar una columna de quinientos hombres, a la que se le sumaron un piquete de artilleros bajo el mando de Luis Carrera y Bernardo Montuel. Las tropas leales al gobierno se pusieron en marcha, mientras las tropas de Figueroa se mantenían en la parte oriental de la plaza.
Tras unos intentos infructuosos de diálogo, se escuchó un disparo de fusilería, que fue contestado por los hombres de Vial con metralla de uno de los cañones. Esto provocó una enorme confusión, que motivó el desmembramiento de la tropa rebelde, dejándose un saldo de veinte heridos y diez muertos, entre ellos el cabo Molina, instigador de la revuelta. Figueroa por su parte escapó gritando, “soy perdido, me han engañado”.
Martínez de Rozas se dirigió al cuartel de San Pablo, donde se decía podía reiniciarse la lucha, pero los soldados de infantería de Concepción, faltos de mando, abandonaron el cuartel y se dispersaron hacia el camino de Valparaíso. Posteriormente Rozas se encaró con los miembros de la audiencia, acusándolos de instigadores, encargándose también de la captura de Figueroa que se había refugiado en convento de Santo Domingo.

### Juicio y condena a muerte
Se realizó un juicio sumario a Figueroa, del cual se pudo sacar una confesión, sumado a las declaraciones de diez testigos. Los vocales Rozas y Rosales exigían pena de muerte, mientras que Carrera y Reina optaron por destierro perpetuo. Márquez de la Plata, como presidente accidental de la junta, rompió el empate pronunciándose por la sentencia de muerte. Se le declaró traidor a su patria y al Gobierno, y a que pasadas cuatro horas después de la notificación fuese fusilado en el calabozo en que se hallaba detenido. La sentencia dictaba lo siguiente:

Vistos estos autos criminales seguidos contra Don Tomás Figueroa, por los gravísimos delitos de insurrección contra el actual Gobierno, de haber conspirado con las tropas de Concepción y otros soldados de los cuerpos de esta capital, y haber hecho fuego a otros que se hallaban guardando la plaza Mayor de esta ciudad por orden de esta Junta, dijeron los señores que la componen que debían declararle por traidor a su patria y al Gobierno; y en su virtud le condenaban a la pena ordinaria de muerte, pasándole por las armas dentro de la misma prisión en que se halla, para evitar alguna conmoción particular en las actuales circunstancias; presentándose después el cadáver al público para el debido escarmiento y satisfacción de la causa común, dándosele antes cuatro horas de término para sus disposiciones cristianas y con el consuelo de que elija el religioso o sacerdote que sea de su satisfacción.

Hágasele saber a esta misma hora y ejecútesele sin embargo de recurso alguno, y con la calidad de sin embargo.

Fernando Márquez de la Plata. Dr. Juan Martínez de Rozas. - Ignacio de Carrera. - Francisco Javier de Reina. - Juan Enrique Rosales. - Francisco Antonio Pérez.- José Gregorio de Argomedo. - Secretario.

Tras cumplirse la sentencia, su cuerpo fue expuesto bajo el pórtico de la cárcel. Producto del motín, la junta endureció las medidas contra la oposición, disolviendo la Real Audiencia y expulsando a muchos vecinos del reino, como sucedió con el exgobernador García Carrasco.
Con todo, el caso de Figueroa es confuso, pues Chile no había declarado su independencia y, aunque soplaban aires independentistas, la Junta de Gobierno establecida en 1810 sólo tenía por objeto administrar al país mientras el Rey Fernando VII, a quien sus miembros juraban fidelidad, permaneciera prisionero de Napoleón. Las tropas que se alzaron y que se pusieron al mando de Tomás de Figueroa lo hicieron invocando al Rey, en vista de las tendencias independentistas de los miembros de la Junta y otros ciudadanos. De hecho, según Barros Arana, acogieron a su líder, Tomás de Figueroa, con gritos de "¡Viva el Rey!". Vista así la situación, resulta incongruente que Figueroa fuese sido condenado a muerte "por traidor a su patria", que era el Reino de España.
Formalidades aparte, el hecho es que su alzamiento, la sofocación del mismo, el juicio y la ejecución sumaria, constituyen el hito inicial de la guerra entre independentistas y realistas que habría de generalizarse posteriormente con múltiples hechos que la marcan como una guerra interna altamente compleja. Así, por una parte, hubo guerra entre sectores de la élite social independentista criolla, especialmente durante la Patria Vieja, con su epítome en el combate de Las Tres Acequias en 1814. Por otra, hubo guerra interna entre el bando o bandos independentistas --según quien lo comandara-- y el realista, el cual incluía tropas nacidas en Chile o criollas pro realistas al mando de oficiales españoles. Esta doble tónica de guerra interna, entre criollos independentistas y estos contra criollos realistas a nivel de tropas, también es característica de las guerras de independencia de los demás países hispanoamericanos en alguna medida u otra. Lo interesante del caso es que las historias oficiales, específicamente las escolares, tienden a evitar la naturaleza interna de estas guerras, especialmente en cuanto a las tropas involucradas, reduciendo todo, en última instancia, a nombres de generales y fechas.

## Leyenda: El prisionero del Torreón del Barro
La parte más romántica de la biografía de Tomás de Figueroa fue su detención durante 1778 en el Torreón del Barro en Valdivia, cuando siendo prisionero, su amada desbordaba con lágrimas las aguas del río del Calle-Calle y elevaba suspiros hacia las alturas del torreón. Hasta el día de hoy --puesto que de inventar mitos se trata--, en el mes de abril, cuando Figueroa fue ajusticiado en 1811, aparece una rosa roja a los pies del torreón, la cual generalmente pasa inadvertida, excepto para alguna alumna de la Escuela México, a cuya entrada está el Torreón, que la ve y recoge sin entender de qué se trata, tal como recoge las enseñanzas de sus clases de historia patria reducida a nombres y fechas.